# Maxillaria microtricha
Maxillaria microtricha är en orkidéart som beskrevs av Rudolf Schlechter. Maxillaria microtricha ingår i släktet Maxillaria och familjen orkidéer.
Artens utbredningsområde är Ecuador. Inga underarter finns listade i Catalogue of Life.